# Curcuminoide
Curcuminoide sind die farbgebenden chemischen Verbindungen aus der Gruppe der Diarylheptanoide, die als sekundäre Pflanzenstoffe im Rhizom der Kurkuma vorkommen. Sie gehören in den letzten Jahrzehnten zu den am intensivsten wissenschaftlich untersuchten Naturstoffen.

## Vertreter
Es sind vier natürlich vorkommende Curcuminoide bekannt. Der wichtigste Vertreter ist das Curcumin (auch Curcumin I). Weitere Curcuminoide sind das Demethoxycurcumin (Curcumin II) und das Bisdemethoxycurcumin (Curcumin III). Als letztes Curcumoid wurde 1993 das nur in Spuren vorkommende Cyclocurcumin isoliert.
| Curcuminoide   |               |                   |                      |               |
| Name           | Curcumin      | Demethoxycurcumin | Bisdemethoxycurcumin | Cyclocurcumin |
| Andere Namen   | Curcumin I    | Curcumin II       | Curcumin III         |               |
| Strukturformel |               |                   |                      |               |
| CAS-Nummer     | 458-37-7      | 22608-11-3        | 24939-16-0           | 153127-42-5   |
| ECHA-InfoCard  | 100.006.619   | 100.189.739       | 100.132.436          |               |
| PubChem        | 969516        | 5469424           | 5315472              | 69879809      |
| Summenformel   | C21H20O6      | C20H18O5          | C19H16O4             | C21H20O6      |
| Molare Masse   | 368,4 g·mol−1 | 338,4 g·mol−1     | 308,3 g·mol−1        | 368,4 g·mol−1 |

Kommerziell erhältliches Curcumin besteht zu etwa 77 % aus Curcumin, 17 % Demethoxycurcumin und 3 % Bisdemethoxycurcumin. Das Verhältnis der einzelnen Curcuminoiden in den verschiedenen Arten der  Pflanzengattung Curcuma variiert. So enthält beispielsweise die Javanische Gelbwurz (Curcuma xanthorrhiza) im Gegensatz zur Indischen Gelbwurz (Curcuma longa) kein Bisdemethoxycurcumin.

## Eigenschaften
Die Curcuminoide sind intensiv gelb-orange gefärbte Pigmente, die in Wasser nahezu unlöslich sind und die sich in Ethanol und verschiedenen organischen Lösungsmitteln lösen. Die drei Hauptcurcuminoide besitzen eine α,β-ungesättigte β-Diketon-Struktur, die bevorzugt in der stabileren tautomeren Keto-Enol-Form vorliegt.
Neben der Verwendung der Curcuminoide als Lebensmittelfarbstoff E 100, bzw. als Bestandteil von Gewürzen wie dem Currypulver, gibt es eine Vielzahl von Untersuchungen, die sich mit der entzündungshemmenden, chemopräventiven und antikarzinogenen Wirkung der Curcuminoide befassen. Eine Voraussetzung für die biologische Wirksamkeit der lipophilen Curcuminoide im Organismus ist deren Bioverfügbarkeit. Diese ist bei oraler Verabreichung sehr gering, kann jedoch durch Einschluss der Substanzen in Liposome oder Nanopartikel oder durch gleichzeitige Verabreichung von Piperin erhöht werden.